# Agrotis internexa
Agrotis internexa là một loài bướm đêm trong họ Noctuidae.